# Rudolf Lothar
Rudolf Lothar, nom de plume de Rudolf Lothar Spitzer (né le 23 février 1865 à Pest et mort le 2 octobre 1943 à Budapest), est un écrivain, critique, essayiste, dramaturge et librettiste autrichien.

## Biographie
Issu d'une famille juive, Lothar étudie le droit à Vienne, puis la philosophie et la philologie à Iéna, Rostock et Heidelberg, où il obtient son doctorat en 1890. Il séjourne ensuite quelque temps à Paris, où il fait la connaissance des frères Goncourt. De 1889 à 1907, il est feuilletoniste pour Neue Freie Presse à Vienne. De 1898 à 1902, il est rédacteur en chef de l'hebdomadaire Die Wage à côté de Karl Kraus. Grâce à son initiative, lors du procès d'Émile Zola, après sa lettre ouverte J'accuse… !, 16 000 signatures sont recueillies auprès des lecteurs de Die Wage pour une déclaration de solidarité avec l'écrivain français et lui sont envoyées. De 1907 à 1912, Lothar travaille comme rédacteur du Lokal-Anzeiger de Berlin, où il établit la Komödienhaus en 1912. De nombreux voyages l'amènent en Suisse, en Italie, en France, en Espagne, en Palestine et aux États-Unis. À Berlin, il devient membre de la loge maçonnique Victoria, à Vienne, il est membre de la loge Freundschaft en 1902. À partir de 1933, il travaille comme critique de théâtre pour le Neues Wiener Journal. Après l'Anschluss en 1938, il fuit les nazis en partant en Hongrie. Sa femme Margit Cassel survit à la déportation à Budapest.
Rudolf Lothar écrit plus de 60 drames, livrets d'opéra et d'opérette, ainsi que des nouvelles, des romans et des essais. Il est un ami d'Arthur Schnitzler. Lorsqu'il est critique de Die Wage, il lance un concours pour le livret qui s'appuiera sur une composition de Johann Strauss II, Carl Colbert reçoit le prix du jury ; l'œuvre Aschenbrödel est inachevée par Johann Strauss II. Lothar participe avec Georg von Seybel à la création mondiale germanophone en 1919 de la pièce Les Exilés de James Joyce qu'il rencontre.

## Œuvre
Théâtre
- Der verschleierte König. Ein Bühnenmärchen in drei Aufzügen. 1891
- Lügen. Schauspiel in vier Aufzügen. 1891
- Rausch. Drama in drei Aufzügen. 1894
- Das Hohe Lied. Ein dramatisches Gedicht. Mit Heliogravuren nach Original-Compositionen von Max Levis. 1895
- Der Wunsch. Ein Märchenspiel in Versen. 1895
- Frauenlob. Lustspiel in drei Aufzügen. 1895
- Ein Königsidyll. Lustspiel in drei Aufzügen. 1897
- Ritter, Tod und Teufel. Komödie in einem Akt. 1897
- König Harlekin. Maskenspiel in vier Aufzügen. 1900
  - Arlequin-Roi, adaptation de Robert de Machiels, 1902.
- Die Königin von Zypern. Lustspiel in drei Aufzügen. 1903
- Glück in der Liebe. Komödie in drei Aufzügen. 1904
- Herzdame. Komödie in vier Aufzügen. 1904
- Die Rosentempler. Schauspiel in drei Aufzügen. 1905
- Die drei Grazien. Lustspiel. 1910
- Casanovas Sohn. Lustspiel. 1920
- Der Werwolf. Lustspiel. 1921
- Der gute Europäer. Lustspiel. 1927
- Der Papagei. Lustspiel. 1931
- Besuch aus dem Jenseits. Drama. 1931

Livrets
- Tiefland. Musikdrama in einem Vorspiel und 2 Aufzügen. Musik von Eugen d’Albert. Première le 15 novembre 1903 au Neuen Deutschen Theater à Prague
- Tragaldabas. Komische Oper in vier Aufzügen. Nach der gleichnamigen Komödie von Auguste Vacquerie. Musik von Eugen d’Albert. Première le 3 décembre 1907 au Stadttheater Hamburg
- Izeÿl. Musique : Eugen d’Albert. Première le 6 novembre 1909, Stadttheater Hamburg
- Liebesketten. Oper in drei Aufzügen. Dichtung frei nach  Àngel Guimeràs „Filla del Mar“. Musik von Eugen d’Albert. Première le 12 novembre 1912 au Volksoper Wien
- Li-Tai-Pe (Des Kaisers Dichter). Opéra de Clemens von Franckenstein, op. 43., Première le 2 novembre 1920, Hambourg
- Der Freikorporal. Heitere Oper in 3 Akten (5 Bildern) (nach Gustav Freytag). Musique : Georg Vollerthun. Première le 10 novembre 1931, Hanovre.
- Friedemann Bach. opéra, adaptation du roman d'Albert Emil Brachvogel, musique de Paul Graener. Première le 10 novembre 1931, Schwerin

Prose et essais
- Kritische Studien zur Psychologie der Literatur. 1895
- Halbnaturen. Roman. 1898
- Das Wiener Burgtheater. 1899
- Sonnenthal. 1904
- Der Golem: Phantasien und Historien. 1904
- Septett. Ein Leben in Liebesgeschichten. Roman. 1905
- Fahrt ins Blaue. Roman. 1908
- Das Leben sagt nein. Nouvelles. 1909
- Kurfürstendamm. Roman. 1910
- Der Herr von Berlin. Roman. 1910
- Die Seele Spaniens. 1916
- Koppay. Mit 41 Abbildungen im Text und 46 Tafeln. 1919
- Die Kunst des Verführens. Ein Handbuch der Liebe. Avec dessins et lithographies originales de Lutz Ehrenberger. 1925
- Die Hosenrolle. In: Neues Wiener Journal. 29 novembre 1925.